# Canton de Dormans-Paysages de Champagne
Le canton de Dormans-Paysages de Champagne est une circonscription électorale française du département de la Marne.

## Histoire
Un nouveau découpage territorial de la Marne entre en vigueur à l'occasion des élections départementales de 2015. Il est défini par le décret du 21 février 2014, en application des lois du 17 mai 2013 (loi organique 2013-402 et loi 2013-403). Les conseillers départementaux sont, à compter de ces élections, élus au scrutin majoritaire binominal mixte. Les électeurs de chaque canton élisent au Conseil départemental, nouvelle appellation du Conseil général, deux membres de sexe différent, qui se présentent en binôme de candidats. Les conseillers départementaux sont élus pour 6 ans au scrutin binominal majoritaire à deux tours, l'accès au second tour nécessitant 12,5 % des inscrits au 1er tour. En outre la totalité des conseillers départementaux est renouvelée. Ce nouveau mode de scrutin nécessite un redécoupage des cantons dont le nombre est divisé par deux avec arrondi à l'unité impaire supérieure si ce nombre n'est pas entier impair, assorti de conditions de seuils minimaux. Dans la Marne, le nombre de cantons passe ainsi de 44 à 23.
Le canton de Dormans-Paysages de Champagne est formé de communes des anciens cantons de Châtillon-sur-Marne (17 communes), de Ville-en-Tardenois (13 communes), de Montmort-Lucy (21 communes), de Dormans (14 communes), d'Aÿ (2 communes) et d'Épernay-2 (5 communes). Avec ce redécoupage administratif, le territoire du canton s'affranchit des limites d'arrondissements, avec 30 communes incluses dans l'arrondissement de Reims et 42 dans celui de Épernay. Le bureau centralisateur est situé à Dormans.

## Représentation
| Période élective | Période élective | Mandat | Mandat   | Identité         | Nuance | Nuance | Qualité |
| ---------------- | ---------------- | ------ | -------- | ---------------- | ------ | ------ | --- |
| 2015             | 2021             | 2015   | 2021     | Christian Bruyen |        | DVD    | Enseignant Ancien maire de Dormans (2001 → 2017) Conseiller général de Dormans (2001 → 2015) Président du Conseil départemental |
| 2015             | 2021             | 2015   | 2021     | Françoise Férat  |        | UDI    | Ancienne maire de Cuchery (1992 → 2014) Sénatrice de la Marne (2001→) Conseillère générale de Châtillon-sur-Marne (1992 → 2015) |
| 2021             | 2028             | 2021   | en cours | Christian Bruyen |        | DVD    | Conseiller sortant Président du conseil départemental (2017 → 2023) Sénateur app. LR (depuis 2023)                              |
| 2021             | 2028             | 2021   | en cours | Maryline Vuiblet |        | DVC    | Technicienne Maire d'Igny-Comblizy                                                                                              |

### Résultats détaillés

#### Élections de mars 2015
Lors des élections départementales de 2015, le binôme composé de Christian Bruyen et Françoise Férat (Union de la Droite) est élu au premier tour avec 50,03 % des suffrages exprimés, devant le binôme composé de Josiane Chamaux et Dominique Klein (FN) (36,29 %). Le taux de participation est de 52,65 % (9 989 votants sur 18 972 inscrits) contre 48,93 % au niveau départemental et 50,17 % au niveau national.

#### Élections de juin 2021
Le premier tour des élections départementales de 2021 est marqué par un très faible taux de participation (33,26 % au niveau national). Dans le canton de Dormans-Paysages de Champagne, ce taux de participation est de 34,06 % (6 354 votants sur 18 657 inscrits) contre 28,76 % au niveau départemental. À l'issue de ce premier tour, deux binômes sont en ballottage : Christian Bruyen et Maryline Vuiblet (Union au centre et à droite, 55,31 %) et Antoine Skafar et Gabrielle Vidal (RN, 30,32 %).
Le second tour des élections est marqué une nouvelle fois par une abstention massive équivalente au premier tour. Les taux de participation sont de 34,36 % au niveau national, 29,32 % dans le département et 33,24 % dans le canton de Dormans-Paysages de Champagne. Christian Bruyen et Maryline Vuiblet (Union au centre et à droite) sont élus avec 68,4 % des suffrages exprimés (3 943 voix pour 6 202 votants et 18 657 inscrits),,.

## Composition
Le canton de Dormans-Paysages de Champagne comprend soixante-douze communes entières.
À la suite de la fusion, au 1er janvier 2023, de Binson-et-Orquigny, de Reuil et de Villers-sous-Châtillon pour former la commune de Cœur-de-la-Vallée, le nombre de communes descend à 70.
| Nom                                     | Code Insee | Intercommunalité                | Superficie (km2) | Population (dernière pop. légale) | Densité (hab./km2) | Modifier                                    |
| --------------------------------------- | ---------- | ------------------------------- | ---------------- | --------------------------------- | ------------------ | ------------------------------------------- |
| Dormans (bureau centralisateur)         | 51217      | CC des Paysages de la Champagne | 22,58            | 2 898 (2022)                      | 128                | modifier les données · modifier les données |
| Anthenay                                | 51012      | CU Grand Reims                  | 6,64             | 71 (2022)                         | 11                 | modifier les données · modifier les données |
| Aougny                                  | 51013      | CU Grand Reims                  | 7,47             | 101 (2022)                        | 14                 | modifier les données · modifier les données |
| Le Baizil                               | 51033      | CC des Paysages de la Champagne | 14,49            | 271 (2022)                        | 19                 | modifier les données · modifier les données |
| Bannay                                  | 51034      | CC des Paysages de la Champagne | 7,06             | 23 (2022)                         | 3,3                | modifier les données · modifier les données |
| Baslieux-sous-Châtillon                 | 51038      | CC des Paysages de la Champagne | 5,88             | 175 (2022)                        | 30                 | modifier les données · modifier les données |
| Baye                                    | 51042      | CC des Paysages de la Champagne | 17,98            | 390 (2022)                        | 22                 | modifier les données · modifier les données |
| Beaunay                                 | 51045      | CC des Paysages de la Champagne | 3,53             | 103 (2022)                        | 29                 | modifier les données · modifier les données |
| Belval-sous-Châtillon                   | 51048      | CC des Paysages de la Champagne | 7,15             | 171 (2022)                        | 24                 | modifier les données · modifier les données |
| Bligny                                  | 51069      | CU Grand Reims                  | 2,59             | 115 (2022)                        | 44                 | modifier les données · modifier les données |
| Boursault                               | 51076      | CC des Paysages de la Champagne | 16,45            | 407 (2022)                        | 25                 | modifier les données · modifier les données |
| Le Breuil                               | 51085      | CC des Paysages de la Champagne | 16,01            | 377 (2022)                        | 24                 | modifier les données · modifier les données |
| Brouillet                               | 51089      | CU Grand Reims                  | 4,58             | 60 (2022)                         | 13                 | modifier les données · modifier les données |
| La Caure                                | 51100      | CC des Paysages de la Champagne | 8,55             | 99 (2022)                         | 12                 | modifier les données · modifier les données |
| Chambrecy                               | 51111      | CU Grand Reims                  | 6,12             | 147 (2022)                        | 24                 | modifier les données · modifier les données |
| Champaubert                             | 51113      | CC des Paysages de la Champagne | 12,75            | 123 (2022)                        | 9,6                | modifier les données · modifier les données |
| Champlat-et-Boujacourt                  | 51120      | CC des Paysages de la Champagne | 6,36             | 147 (2022)                        | 23                 | modifier les données · modifier les données |
| Champvoisy                              | 51121      | CC des Paysages de la Champagne | 9,20             | 253 (2022)                        | 28                 | modifier les données · modifier les données |
| La Chapelle-sous-Orbais                 | 51128      | CC des Paysages de la Champagne | 14,54            | 57 (2022)                         | 3,9                | modifier les données · modifier les données |
| Châtillon-sur-Marne                     | 51136      | CC des Paysages de la Champagne | 11,69            | 621 (2022)                        | 53                 | modifier les données · modifier les données |
| Chaumuzy                                | 51140      | CU Grand Reims                  | 19,94            | 348 (2022)                        | 17                 | modifier les données · modifier les données |
| Cœur-de-la-Vallée                       | 51457      | CC des Paysages de la Champagne | 13,59            | 645 (2022)                        | 47                 | modifier les données · modifier les données |
| Coizard-Joches                          | 51157      | CC des Paysages de la Champagne | 10,78            | 91 (2022)                         | 8,4                | modifier les données · modifier les données |
| Congy                                   | 51163      | CC des Paysages de la Champagne | 17,47            | 256 (2022)                        | 15                 | modifier les données · modifier les données |
| Cormoyeux                               | 51173      | CC des Paysages de la Champagne | 2,17             | 128 (2022)                        | 59                 | modifier les données · modifier les données |
| Corribert                               | 51174      | CC des Paysages de la Champagne | 9,71             | 64 (2022)                         | 6,6                | modifier les données · modifier les données |
| Courjeonnet                             | 51186      | CC des Paysages de la Champagne | 5,55             | 49 (2022)                         | 8,8                | modifier les données · modifier les données |
| Courthiézy                              | 51192      | CC des Paysages de la Champagne | 5,89             | 344 (2022)                        | 58                 | modifier les données · modifier les données |
| Cuchery                                 | 51199      | CC des Paysages de la Champagne | 7,03             | 414 (2022)                        | 59                 | modifier les données · modifier les données |
| Cuisles                                 | 51201      | CU Grand Reims                  | 2,77             | 127 (2022)                        | 46                 | modifier les données · modifier les données |
| Damery                                  | 51204      | CC des Paysages de la Champagne | 15,44            | 1 329 (2022)                      | 86                 | modifier les données · modifier les données |
| Étoges                                  | 51238      | CC des Paysages de la Champagne | 14,57            | 417 (2022)                        | 29                 | modifier les données · modifier les données |
| Fèrebrianges                            | 51247      | CC des Paysages de la Champagne | 7,19             | 136 (2022)                        | 19                 | modifier les données · modifier les données |
| Festigny                                | 51249      | CC des Paysages de la Champagne | 25,63            | 392 (2022)                        | 15                 | modifier les données · modifier les données |
| Fleury-la-Rivière                       | 51252      | CC des Paysages de la Champagne | 7,98             | 520 (2022)                        | 65                 | modifier les données · modifier les données |
| Igny-Comblizy                           | 51298      | CC des Paysages de la Champagne | 40,74            | 436 (2022)                        | 11                 | modifier les données · modifier les données |
| Jonquery                                | 51309      | CU Grand Reims                  | 4,34             | 114 (2022)                        | 26                 | modifier les données · modifier les données |
| Lagery                                  | 51314      | CU Grand Reims                  | 9,34             | 234 (2022)                        | 25                 | modifier les données · modifier les données |
| Leuvrigny                               | 51320      | CC des Paysages de la Champagne | 8,00             | 302 (2022)                        | 38                 | modifier les données · modifier les données |
| Lhéry                                   | 51321      | CU Grand Reims                  | 6,08             | 89 (2022)                         | 15                 | modifier les données · modifier les données |
| Mareuil-en-Brie                         | 51345      | CC des Paysages de la Champagne | 8,89             | 289 (2022)                        | 33                 | modifier les données · modifier les données |
| Mareuil-le-Port                         | 51346      | CC des Paysages de la Champagne | 8,96             | 1 151 (2022)                      | 128                | modifier les données · modifier les données |
| Marfaux                                 | 51348      | CU Grand Reims                  | 6,75             | 111 (2022)                        | 16                 | modifier les données · modifier les données |
| Margny                                  | 51350      | CC de la Brie champenoise       | 10,53            | 123 (2022)                        | 12                 | modifier les données · modifier les données |
| Montmort-Lucy                           | 51381      | CC des Paysages de la Champagne | 29,17            | 650 (2022)                        | 22                 | modifier les données · modifier les données |
| Nesle-le-Repons                         | 51396      | CC des Paysages de la Champagne | 5,07             | 138 (2022)                        | 27                 | modifier les données · modifier les données |
| La Neuville-aux-Larris                  | 51398      | CC des Paysages de la Champagne | 1,64             | 192 (2022)                        | 117                | modifier les données · modifier les données |
| Œuilly                                  | 51410      | CC des Paysages de la Champagne | 9,30             | 595 (2022)                        | 64                 | modifier les données · modifier les données |
| Olizy                                   | 51414      | CU Grand Reims                  | 4,57             | 142 (2022)                        | 31                 | modifier les données · modifier les données |
| Orbais-l'Abbaye                         | 51416      | CC des Paysages de la Champagne | 16,03            | 523 (2022)                        | 33                 | modifier les données · modifier les données |
| Passy-Grigny                            | 51425      | CC des Paysages de la Champagne | 11,99            | 373 (2022)                        | 31                 | modifier les données · modifier les données |
| Poilly                                  | 51437      | CU Grand Reims                  | 4,45             | 95 (2022)                         | 21                 | modifier les données · modifier les données |
| Pourcy                                  | 51445      | CU Grand Reims                  | 8,35             | 192 (2022)                        | 23                 | modifier les données · modifier les données |
| Romery                                  | 51465      | CC des Paysages de la Champagne | 2,07             | 160 (2022)                        | 77                 | modifier les données · modifier les données |
| Romigny                                 | 51466      | CU Grand Reims                  | 11,35            | 210 (2022)                        | 19                 | modifier les données · modifier les données |
| Saint-Martin-d'Ablois                   | 51002      | CC des Paysages de la Champagne | 21,88            | 1 355 (2022)                      | 62                 | modifier les données · modifier les données |
| Sainte-Gemme                            | 51480      | CC des Paysages de la Champagne | 7,25             | 134 (2022)                        | 18                 | modifier les données · modifier les données |
| Sarcy                                   | 51523      | CU Grand Reims                  | 6,90             | 268 (2022)                        | 39                 | modifier les données · modifier les données |
| Suizy-le-Franc                          | 51560      | CC des Paysages de la Champagne | 6,05             | 106 (2022)                        | 18                 | modifier les données · modifier les données |
| Talus-Saint-Prix                        | 51563      | CC des Paysages de la Champagne | 6,20             | 105 (2022)                        | 17                 | modifier les données · modifier les données |
| Tramery                                 | 51577      | CU Grand Reims                  | 3,56             | 151 (2022)                        | 42                 | modifier les données · modifier les données |
| Troissy                                 | 51585      | CC des Paysages de la Champagne | 15,46            | 802 (2022)                        | 52                 | modifier les données · modifier les données |
| Vandières                               | 51592      | CC des Paysages de la Champagne | 13,20            | 302 (2022)                        | 23                 | modifier les données · modifier les données |
| Vauciennes                              | 51597      | CC des Paysages de la Champagne | 5,08             | 325 (2022)                        | 64                 | modifier les données · modifier les données |
| Venteuil                                | 51605      | CC des Paysages de la Champagne | 6,25             | 483 (2022)                        | 77                 | modifier les données · modifier les données |
| Verneuil                                | 51609      | CC des Paysages de la Champagne | 13,14            | 840 (2022)                        | 64                 | modifier les données · modifier les données |
| Ville-en-Tardenois                      | 51624      | CU Grand Reims                  | 11,20            | 648 (2022)                        | 58                 | modifier les données · modifier les données |
| La Ville-sous-Orbais                    | 51639      | CC des Paysages de la Champagne | 11,05            | 40 (2022)                         | 3,6                | modifier les données · modifier les données |
| Villevenard                             | 51641      | CC des Paysages de la Champagne | 13,28            | 194 (2022)                        | 15                 | modifier les données · modifier les données |
| Vincelles                               | 51644      | CC des Paysages de la Champagne | 3,55             | 326 (2022)                        | 92                 | modifier les données · modifier les données |
| Canton de Dormans-Paysages de Champagne | 5106       |                                 | 719,00           | 24 067 (2022)                     | 33                 | modifier les données                        |

## Démographie
En 2022, le canton comptait 24 067 habitants, en évolution de −2,97 % par rapport à 2016 (Marne : −1,19 %, France hors Mayotte : +2,11 %).
| 2013   | 2018   | 2022   |
| ------ | ------ | ------ |
| 24 810 | 24 505 | 24 067 |